# Холтер монитор
Холтер мониторът (или само холтер, по името на създателя си д-р Норман Дж. Холтер) е преносим медицински апарат за продължително мониториране на електрическата дейност на сърцето за период от 24 часа или повече. Благодарение на дългия период на снемане на информация за сърдечната дейност, холтерът може да бъде полезен при нередовни сърдечни аритмии, които трудно биха могли да се идентифицират с изследвания за по-кратки отрязъци от време. Другото предимство на холтер монитора е, че той позволява изследването да се проведе в естествената работна и жизнена среда на пациента, при присъщата му всекидневна активност и дейности, като така се спестява ненужният престой в болница.
По подобие на стандартната електрокардиограма (ЕКГ) холтер мониторът записва електрическите сигнали от сърцето посредством набор от електроди, прикрепени към гърдите. Броят и разположението на електродите варират според модела холтер, но обикновено са необходими между три и осем електрода, които са свързани към запаметяващо данните устройство, което може да се носи на колана. За да се минимизират шумовете от мускулната дейност, електродите се разполагат над костите.
Старите устройства използват стандартни C60 или C90 аудио-касети и записват данните на много ниска скорост. По-съвременните използват флаш-памет. После данните се прехвърлят на компютър, който прави анализ и статистика за минималната, максималната и средната стойност на сърдечната честота, както и други особености на кардиограмата, които вероятно заслужават допълнителни изследвания.
Освен че трябва да носят устройството, пациентите обикновено трябва и да си водят дневник по часове на извършваните дейности, например тичане или спане. Тази информация помага на специалистите бързо да откроят проблемните области измежду огромното количество данни, съхранени по време на изследването. Холтер мониторите не трябва да се носят докато се взима душ.
|  | Тази страница частично или изцяло представлява превод на страницата Holter monitor в Уикипедия на английски. Оригиналният текст, както и този превод, са защитени от Лиценза „Криейтив Комънс – Признание – Споделяне на споделеното“, а за съдържание, създадено преди юни 2009 година – от Лиценза за свободна документация на ГНУ. Прегледайте историята на редакциите на оригиналната страница, както и на преводната страница, за да видите списъка на съавторите. ВАЖНО: Този шаблон се отнася единствено до авторските права върху съдържанието на статията. Добавянето му не отменя изискването да се посочват конкретни източници на твърденията, които да бъдат благонадеждни. |